# ایتساسو آرانا
ایتساسو آرانا باستان (اسپانیایی: Itsaso Arana Baztan‎؛ زادهٔ ۲۰ اوت ۱۹۸۵) بازیگر، فیلم‌نامه‌نویس و کارگردان فیلم اهل اسپانیا است. وی دانش‌آموختهٔ دانشکده عالی سلطنتی هنرهای نمایشی است و با دو همدوره‌ای خود گروه تئاتری به نام «اندوه» را بنیان نهادند.
از فیلم‌ها یا برنامه‌های تلویزیونی که وی در آنها نقش داشته است، می‌توان به ۱۴ آوریل، جمهوری و کارلوس، پادشاه امپراتور اشاره کرد.